# Рамбо (ябълка)
Вижте пояснителната страница за други значения на Рамбо.
Рамбо (на английски: Rambo) е сорт ябълки, селектиран от шведския емигрант Петер Гунарсон Рамбо, в колониална Северна Америка (Новошвеция, днес предимно на територията на щата Пенсилвания), през 1637 година.
Сортът е характерен със зелено-жълтия си цвят и с присъствие на червени краски. Узрява в средата на лятото, много подходящ за производство на пайове, конфитюр или за сушене. Този сорт ябълки има и разновидност с характерно късно узряване (зимна ябълка).